# Arelion
Arelion，原名为Telia Carrier和TeliaSonera International Carrier (TSIC)，是一家总部位于瑞典索尔纳的电信服务提供商。Arelion 是一家Tier 1网络（Tier 1 Network）提供商，分配的自治系统编号为AS1299。自2021年起，技术领域中也使用名称Twelve99。

## 历史
特利亚电信于1993年开始建设其运营商网络，后来成为TeliaSonera International Carrier。
2016年4月19日，该运营商更名为Telia Carrier，其母公司也去掉了名称中的“Sonera”部分。
2020年10月6日，Telia公司同意以约10亿美元的价格将其Telia Carrier部门出售给Polhem Infra。 交易于2021年6月1日完成。
作为收购的一部分，Telia Carrier开始将其技术域名从telia.net迁移至新的域名twelve99.net。 新域名取自Telia的AS编号 1299。
2022年1月19日，Telia Carrier更名为Arelion。

## 服务
Arelion 的核心业务是提供基于光纤的电信服务和基础设施。该公司是全球排名第一的IP连接供应商（根据Kentik Market Intelligence数据）。它还为运营商、内容提供商、企业、教育及网络游戏网络提供服务。
Arelion 拥有并运营一个大型光纤通信网络，总长75,000公里，连接超过120个城市中的320个网络服务提供点。 网络由网络运营中心全天候管理、监控及优化。

## 客户
Arelion 的客户群主要是批发客户，包括电信服务提供商ViaSat、Rostelecom，内容提供商Facebook、Twitch、动视暴雪，以及内容分发网络CDNetworks等。
2012年5月，Arelion宣布其被选中为Facebook建设和管理泛欧洲光纤网络。该网络将使Facebook从位于瑞典北极圈附近吕勒奥的数据中心服务非洲、中东及欧洲的用户。